# AMO (München)
AMO is een Duits historisch merk van motorfietsen.
De bedrijfsnaam was: Aktiengesellschaft für Motorenbau, München.
In 1922 begon dit bedrijfje zeer eenvoudige motorfietsjes met 146cc-tweetaktmotoren te produceren. Met minder dan 1 pk bij 2.400 tpm, riemaandrijving en een velgrem waren dit zelfs voor die tijd ouderwetse modellen. Toen in 1923 de Duitse "motorboom" begon en honderden concurrerende merken op de markt kwamen was de overlevingskans erg klein geworden en in 1924 moest AMO de productie beëindigen.